# That Lady in Ermine
That Lady in Ermine is een Amerikaanse muziekfilm uit 1948 onder regie van Ernst Lubitsch en Otto Preminger. Destijds werd de film in Nederland uitgebracht onder de titel De dame in hermelijn.

## Verhaal
Angelina is de gravin in een klein Italiaans republiekje. Ze moet reageren, als het Hongaarse leger binnenvalt. Gravin Francesca, een van haar voorouders, had hetzelfde probleem, toen ze 300 jaar voordien het land leidde. Haar geest komt Angelina uit de nood helpen.

## Rolverdeling
| Acteur                | Personage                  |
| --------------------- | -------------------------- |
| Betty Grable          | Francesca / Angelina       |
| Douglas Fairbanks jr. | Kolonel Teglash            |
| Cesar Romero          | Mario                      |
| Walter Abel           | Majoor Horvath / Benvenuto |
| Reginald Gardiner     | Alberto                    |
| Harry Davenport       | Luigi                      |
| Virginia Campbell     | Theresa                    |
| Whit Bissell          | Giulio                     |